# توغانالی
توغانالی (به لاتین: Toğanalı) یک منطقه مسکونی در جمهوری آذربایجان است که در شهرستان گوی‌گول واقع شده است. توغانالی ۹۸۹ نفر جمعیت دارد.

## نگارخانه

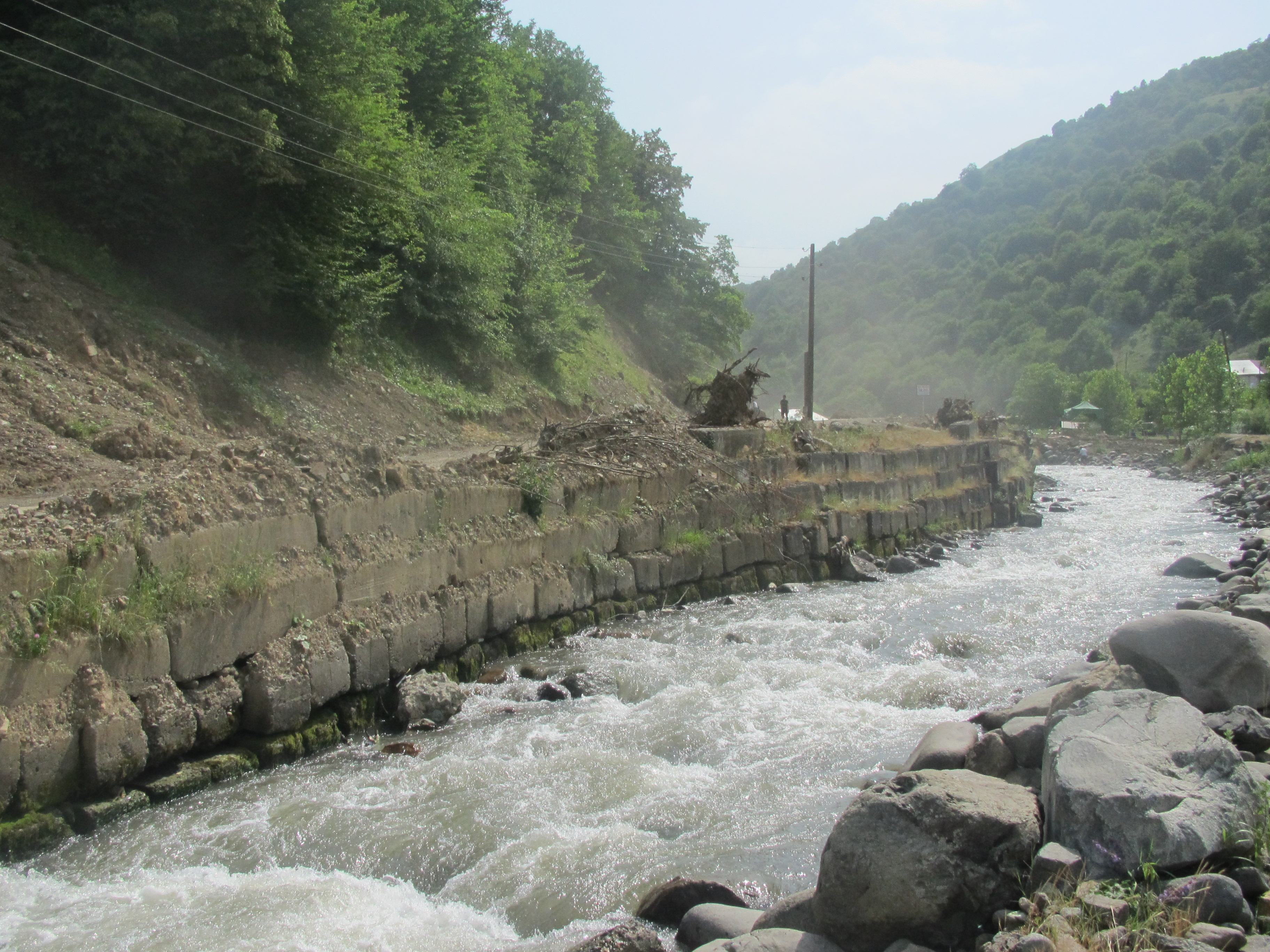
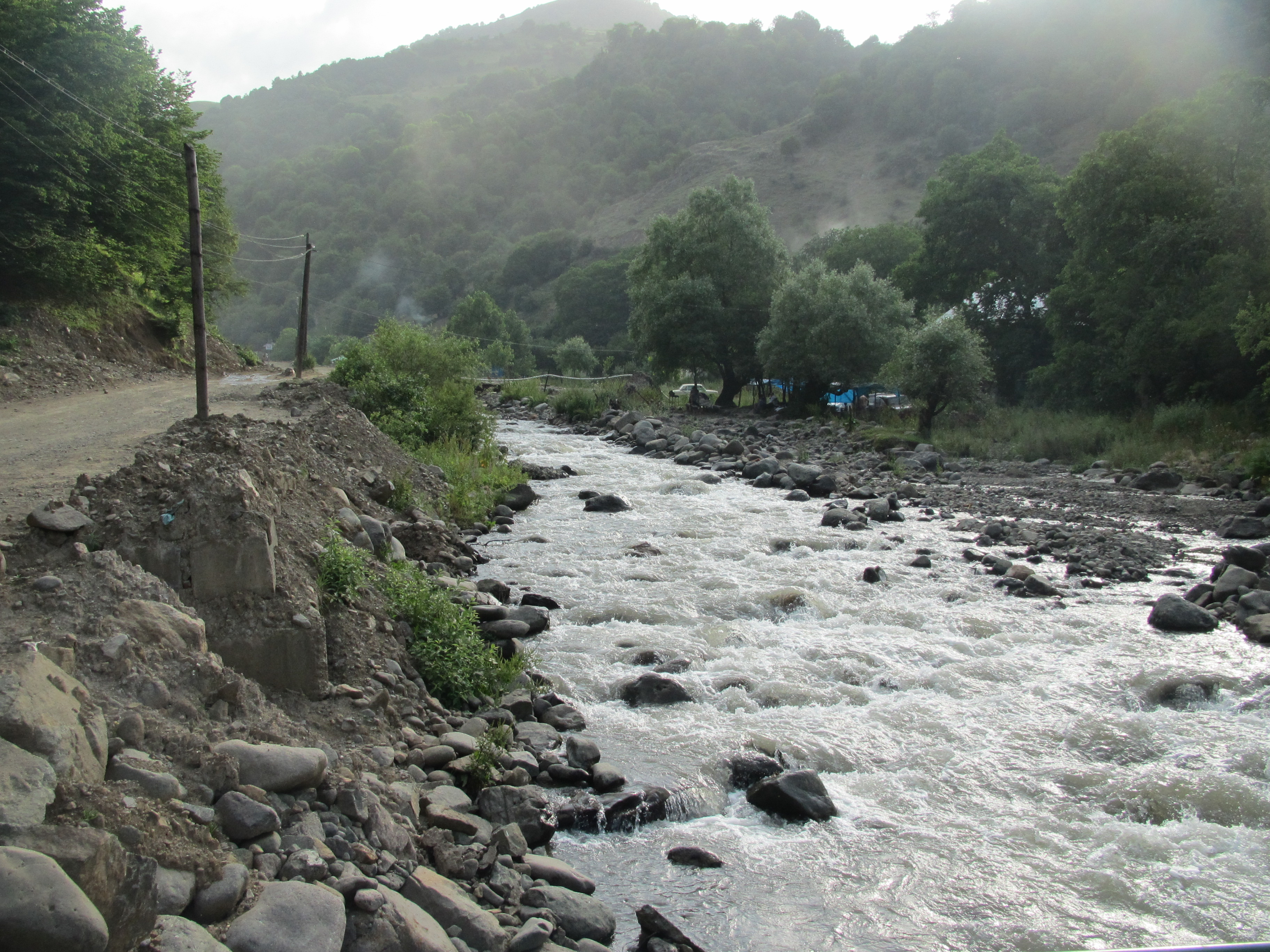
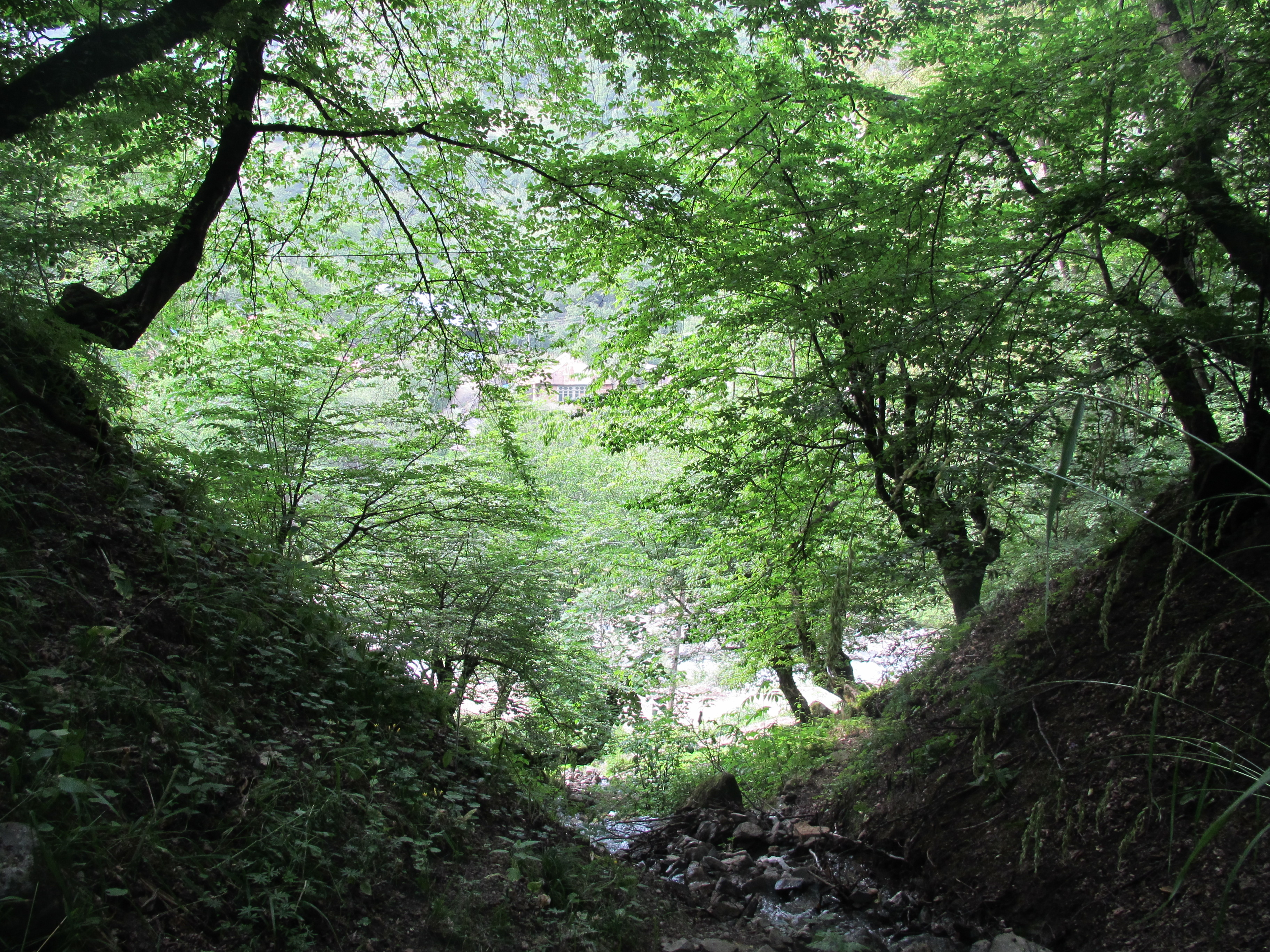
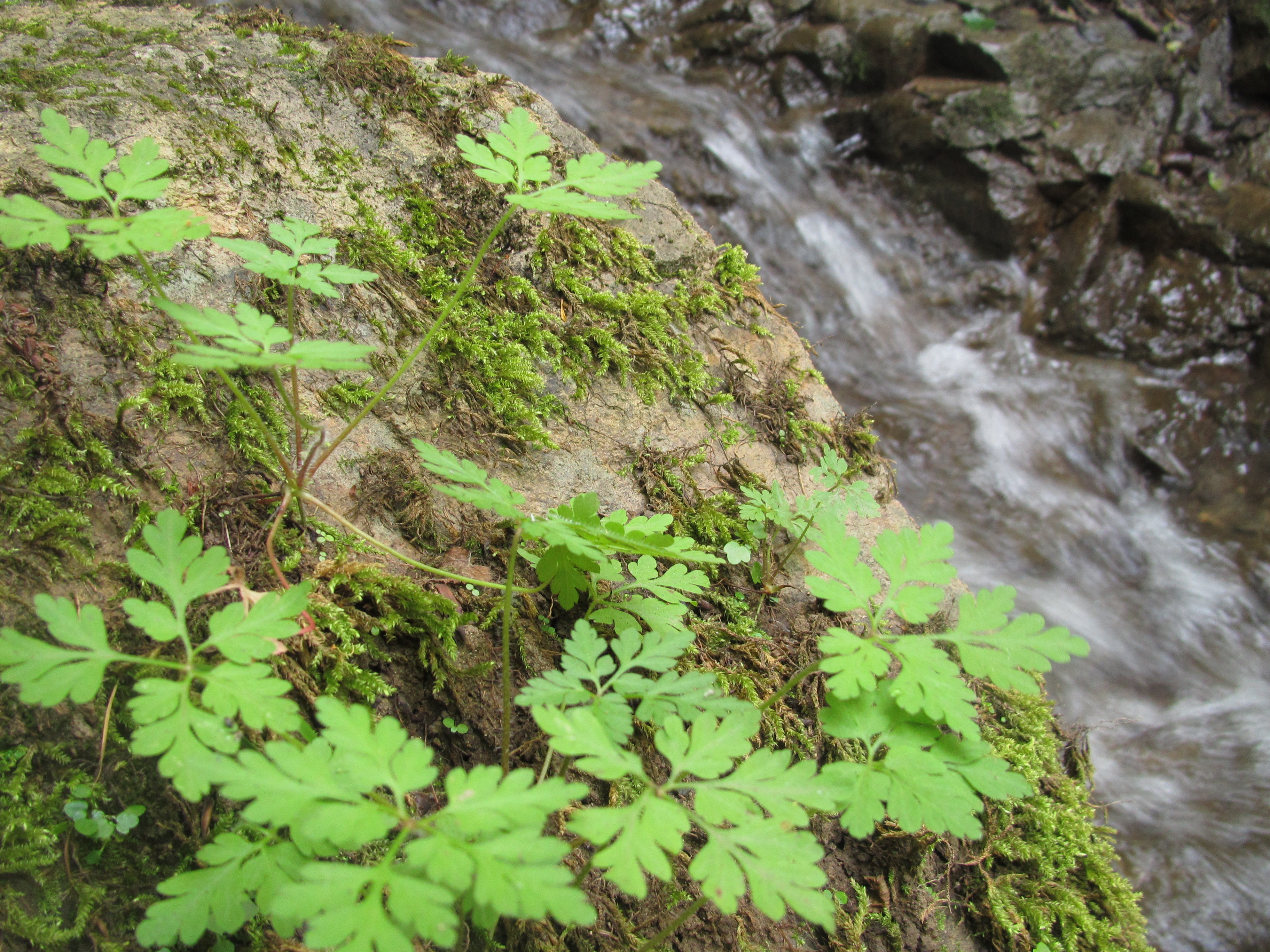
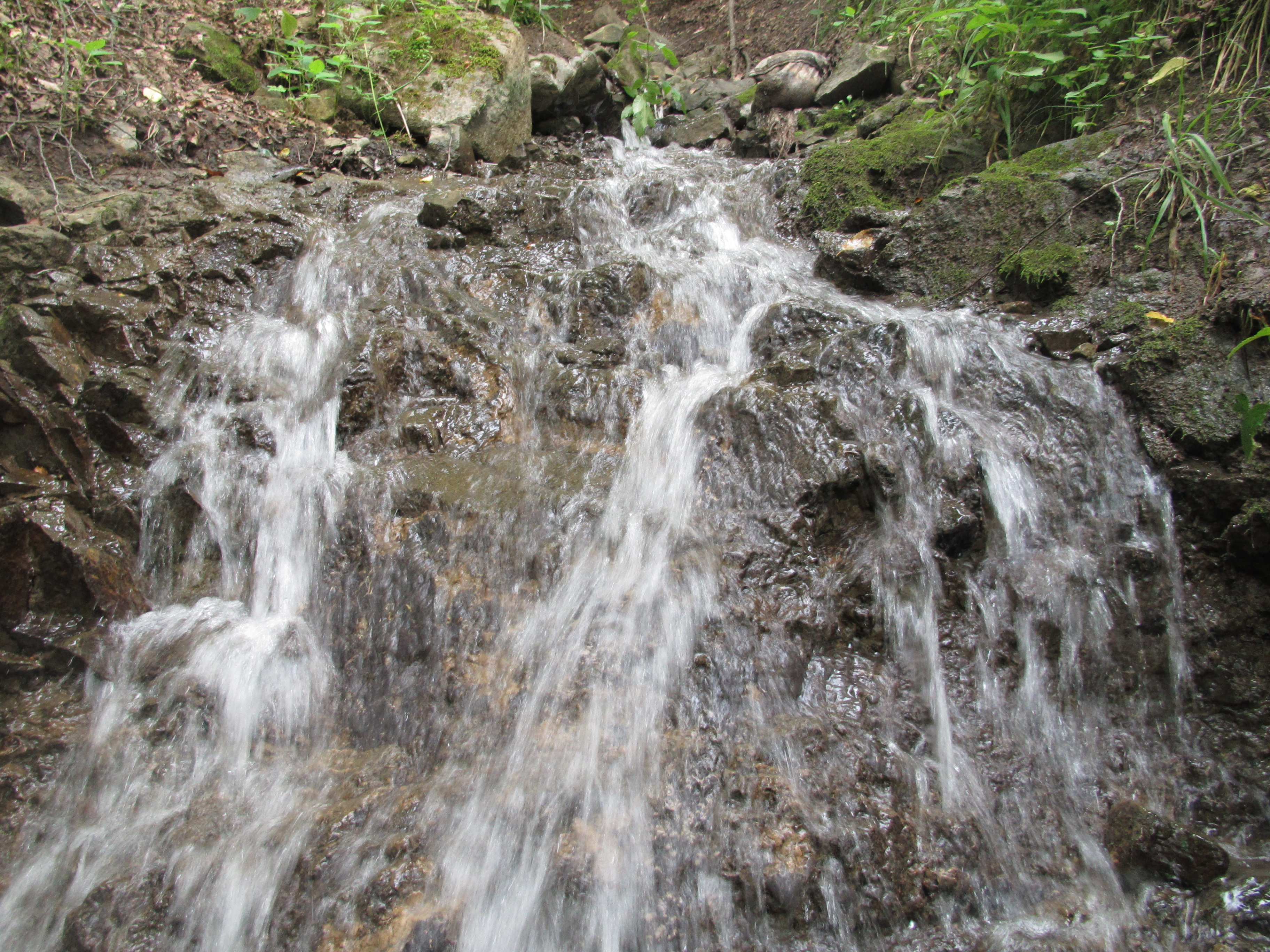